# Balhafű
A balhafű (Plantago afra) az ajakosvirágúak rendjébe, az útifűfélék családjának fajokban gazdag Plantago nemzetségébe tartozó növényfaj. A homokos, mediterrán vidékeket kedveli. Az egynyári apró, lágy szárú növénynek egyenesen felemelkedő szárán átellenesen elhelyezkedő vagy örvös levelek találhatók. Tömött füzérvirágzata van rövid murvalevelekkel. Toktermésében fényes, barna, tojásdad alakú, bolhára emlékeztető (psylla = „bolha” görögül) magok vannak; nevét erről kapta.

## Felhasználása
Az indiai vagy egyiptomi balhafűhöz hasonlóan használják fel, gyógykészítményekben azonban kevésbé fordul elő annál.
A balhafű enyhe hashajtóként szolgál a székrekedés tüneti kezelésében. Az emésztési eredetű bélfájdalmakat szintén enyhíti.

### Gyógyhatása
Alaposabb kutatásokat még nem végeztek a balhafűvel kapcsolatban. Általánosságban azonban megállapítható, hogy nyálkaanyagai védik a bél nyálkahártyáját, és elősegítik a vízvisszatartást.

### Figyelmeztetés
Mint minden hashajtó, a bolhamag útifű is csak rövid ideig alkalmazható, rostokban gazdag táplálkozással, nagy mennyiségű vízfogyasztással (főként időseknél) és fizikai tevékenységgel kiegészítve. Bélelzáródás vagy tisztázatlan eredetű hasi fájdalmak, bélsárgöb (nagy mennyiségű visszatartott széklet), illetve bizonyos vékony- és vastagbél-betegségek esetén ne használja!